# Aioina
Aioina o Aioina Kamui, també escrit Aiona o Ae-oina, és un personatge cabdal de la mitologia ainu, heroïficat i deïficat per alguns. És el primer ancestre dels ainus, l'epònim del poble en qüestió i l'únic ésser humà que adoren com a déu.
Segons la llegenda, Aioina va ser enviat del cel a la terra per Kamui, el creador, com a missatger. La seva missió era ensenyar als humans les arts de la caça i la cuina. Va fer món i va contraure matrimoni amb dones d'arreu, la qual cosa explica la semblança física d'alguns estrangers amb els ainus. Quan va tornar del viatge, havent conviscut amb els ainus, els déus van notar que feia pudor a humà, així que el van rebutjar i el van obligar a baixar novament a la terra fins que es desprengués de la roba que duia, la causant de la fortor. Així doncs, les seves sabates es van convertir en els primers esquirols. També se li atribueix la creació de les serps. Amb tot, algunes versions difereixen de la general i asseguren que Aioina va néixer a la terra com a fill de l'esperit d'un arbre i d'un fenomen natural, com ara un tro o el sol.
S'han escrit poemes èpics de milers de versos amb un extens vocabulari sobre les seves proeses. A partir d'això, els contacontes professionals en detallaven la història en sessions que duraven tota la nit per a perpetuar-ne el record. A mitjan segle xx, les dones del poble ainu feien una dansa que representava l'arribada d'Aioina a la terra. D'aquesta figura ve el nom dels ainus, originalment «Aioina rak guru» (lit. ‘persones que fan olor d'Aioina’), que es va anar escurçant fins a arribar a l'actual.